# Canal Danubio-Mar Negro
El canal Danubio-Mar Negro (en rumano: Canalul Dunăre – Marea Neagră) es un canal navegable en Rumania, que va desde Cernavodă, en el río Danubio, a Constanza (brazo sur, el principal) y a Năvodari (brazo norte), en el mar Negro. Administrado desde Agigea, es una parte importante del sistema de canales europeos que une el mar del Norte (a través del Canal Rin-Meno-Danubio) con el mar Negro. El ramal principal del canal, con una longitud de 64,4 km, que conecta el puerto de Cernavodă con el puerto de Constanza, se construyó en dos períodos entre 1950-1953 y 1973-1984, mientras que el ramal norte, llamado canal Poarta Albă-Midia Năvodari, —con una longitud de 31,2 km y que conecta Poarta Albă y el puerto de Midia— se construyó entre 1983 y 1987. Estas obras se utilizaron posteriormente en el sistema de riego de Carasu.
El Canal era conocido como el sitio de los campos de trabajo a principios de la década de 1950 en la Rumania comunista, época en la que llegó a haber veinte mil prisioneros políticos trabajando en su excavación. Se desconoce el número total de personas que participaron en la construcción, pero se calcula que varias miles de ellas perecieron en la obra.

## Geografía
El curso del canal sigue en su mayor parte el curso del antiguo río Carasu, originalmente un afluente del Danubio. Por lo tanto, hidrográficamente también tiene la función de transportar la escorrentía de una cuenca de drenaje de 1.031 km² al Mar Negro. 
El ramal principal se extiende desde Cernavodă en el Danubio hasta Poarta Albă. En este tramo se acerca o atraviesa los asentamientos de Cernavodă, Saligny, Mircea Vodă, Medgidia, Castelu, y Poarta Albă. En este tramo el canal se une en la orilla norte con los afluentes (de oeste a este): Valea Cișmelei, Valea Plantației, Agi Cabul, Castelu y Nisipari. En la orilla sur se une a los afluentes (de oeste a este) Popa Nica y Medgidia.
En Poarta Albă, el canal se bifurca en dos ramas. El canal principal va hacia el sur, hacia el puerto de Constanța Sud - Agigea. Pasa cerca de los asentamientos de Murfatlar, Cumpăna y Agigea. En este tramo se une en la orilla noreste con los afluentes Valea Seacă y Lazu y en la orilla suroeste con el Siminoc, Șerplea, Potârnichea y Agigea.
La rama norte (Canal Poarta Albă - Midia Năvodari), va hacia el Puerto de Midia. Pasa cerca de Nazarcea, Lumina, Ovidiu y Năvodari. En este tramo se le unen los afluentes Cocoș, Nazarcea y Valea Adâncă. 

### Motivación
Las principales razones para la construcción del canal fueron evitar el Delta del Danubio, que es difícil de navegar, acortar la distancia al Mar Negro, y varias cuestiones relacionadas con la carga y descarga de los barcos.
En su delta, el Danubio está dividido en tres ramas principales, ninguna de las cuales es adecuada para una navegación óptima: El brazo de Chilia es el más profundo, pero sus bocas no son estables, lo que hace que la navegación sea peligrosa; el brazo de Sulina no es lo suficientemente profundo para que los barcos marítimos naveguen en él y también solía estar aislado del sistema ferroviario; el brazo de Sfântu Gheorghe es poco profundo y sinuoso. 
En el momento en que se tomó la decisión de construir el canal, se anunció oficialmente que estas obras también servirían para un propósito secundario, el de la recuperación de tierras - con el drenaje de los pantanos de la zona. También durante el período de construcción, el Canal Danubio-Mar Negro se anunció como una conexión rápida y directa entre el Canal Soviético Volga-Don y Europa Central

### Dimensiones

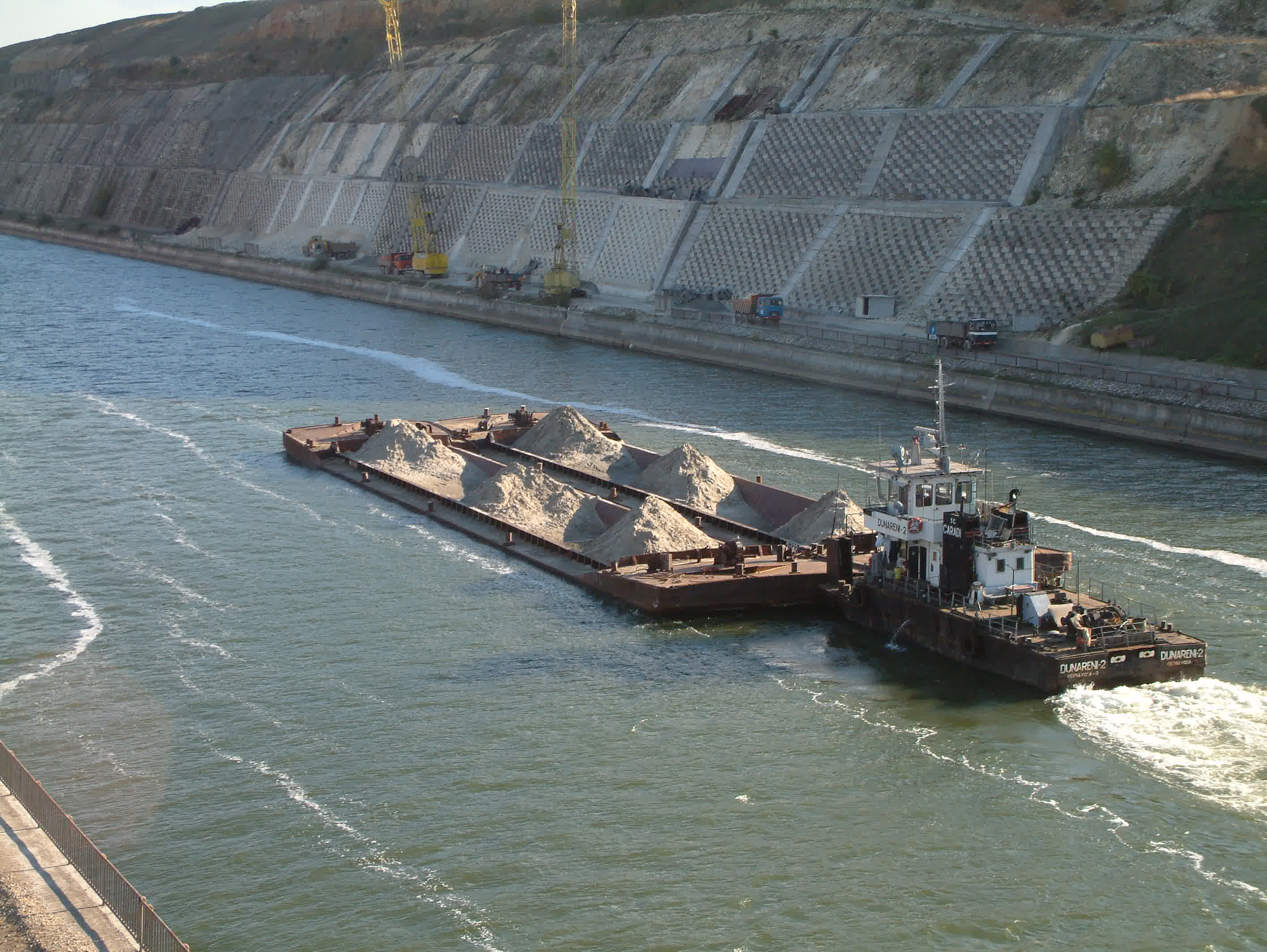
Canal Danubio - Mar Negro

El ramal principal de 64,4 km reduce la distancia en barco de Constanța a Cernavodă en unos 400 km. Tiene un ancho de 90 m (300 pies) y una profundidad de 7 m (23 pies); el brazo norte tiene una longitud de 31,2 km (19,4 millas), un ancho de 50 m (160 pies) y una profundidad de 5,5 m (18 pies). El radio de sus curvas más pronunciadas es de 3 km para el brazo principal, y de 1,2 km para el brazo norte.
La vía fluvial pasa por las ciudades de Medgidia y Murfatlar, ambas convertidas en puertos interiores. Se diseñó para facilitar el tránsito de convoyes compuestos por hasta seis barcazas remolcadas, de hasta 3.000 toneladas cada una, 296 m de longitud y 22,8 m de ancho (también pueden pasar por el canal buques de hasta 5.000 toneladas, con una longitud de 138 m y un calado de hasta 16,8 m y 5,5 m). La estructura está limitada por cuatro esclusas (en Cernavodă y Agigea, y en Ovidiu y Midia, respectivamente).
En su fase final, la construcción del canal llevó más de nueve años; se excavaron 381.000.000 m³ de tierra (mayor que la cantidad utilizada en la construcción de los canales de Panamá y Suez), y se utilizaron 5.000.000 m³ de hormigón para las esclusas y los muros de apoyo. 

## Historia

### Precedentes
Los primeros planes para construir este canal fueron diseñados a finales de 1830. El Tratado de Adrianópolis (14 de septiembre de 1829) canceló el monopolio comercial del Imperio Otomano en los principados danubianos de Valaquia y Moldavia, permitiendo a estos países construir sus propias flotas hacia 1834. Tanto los buques rumanos como los no rumanos utilizaron principalmente las ciudades portuarias del Danubio Brăila y Galați, que experimentaron un auge económico. Pero había una serie de barreras a este comercio: los otomanos controlaban el régimen de navegación en el Danubio, mientras que el Imperio Ruso - el acceso al Mar Negro en el Delta del Danubio, y era poco lo que los Principados del Danubio podían hacer para modificar esta situación. Ambos países acogieron con beneplácito la decisión del Imperio Austriaco de 1834, respaldada por el Conde István Széchenyi, de extender la ruta de la primera compañía de navegación piroscava al Danubio marítimo. La iniciativa austríaca fue recibida con disgusto por los rusos, que consideraban que su comercio a través de Odesa y los puertos de Crimea se veía amenazado por el desarrollo de Brăila y Galați. Sin recurrir a medidas directas, el Imperio Ruso, que controlaba el brazo del Sulina, comenzó a mostrarse más rgido, instituyendo el 7 de febrero de 1836 una cuarentena obligatoria en la isla de Letea, recaudando impuestos para cubrir el déficit financiero ruso, y no realizando mantenimiento para la navegación en el brazo del Sulina para remover los continuos depósitos de arena
Esto dio a los austriacos la idea de excavar un canal para conectar el Danubio con el Mar Negro en el punto más corto antes del Delta, entre Rasova o Cernavodă (Bogaz Köi) y Constanța (Küstendjie), y un ferrocarril paralelo. El proyecto austriaco, sin embargo, fue rechazado por la Puerta Otomana. Diplomáticos y periódicos occidentales acusaron al gobierno ruso de que, mediante sobornos e intimidación, consiguió que los funcionarios otomanos rechazaran la propuesta de la empresa de Szechenyi. En 1839, Széchenyi obtuvo la aprobación de su gobierno y del gobierno otomano para asegurar el transporte de bienes y personas sin llegar a Sulina mediante un transbordo en tierra firme. Los carros y carrozas hacían un viaje de 7-8 horas desde Cernavodă a Constanța, donde las personas y las mercancías se embarcaban en otros barcos para Estambul. La empresa fue abandonada después de 4 años por falta de rentabilidad debido al bajo número de pasajeros, el alto coste del transporte y las malas condiciones de carga y descarga en la inadecuada rada del puerto de Constanța.
En su lugar, se estableció una nueva ruta Brăila-Estambul. Sin embargo, para 1844, la profundidad del ramal de Sulina había disminuido a 7-9 pies de 13-14 pies en 1836, debido a la falta de dragado por parte de las autoridades rusas que controlaban el paso. El gobierno austriaco hizo un nuevo intento de excavar un canal, enviando al ingeniero militar, el coronel barón Karl von Bigaro, a prospectar el terreno. Pero la idea tuvo que ser abandonada de nuevo debido a un problema técnico, en primer lugar debido a la falta de aptitud del puerto de Constanța para el gran comercio internacional.
En 1850, el erudito moldavo Ion Ionescu de la Brad propuso otro proyecto, apoyado por Ion Ghica y por el diplomático escocés David Urquhart, secretario de la Embajada del Reino Unido en el Imperio Otomano. Ghica hizo presión para la realización del proyecto de Brad ante Ahmed Vefik, quien dio una respuesta negativa por miedo a provocar a Rusia.
La Guerra de Crimea de 1854-1856, añadió una dimensión militar y estratégica a este plan. Los aliados británico-franceses desembarcaron en Varna en el verano de 1854, seguido de la retirada de las tropas rusas de Valaquia y Moldavia y el avance de las otomanas y austriacas. En 1855, el gobierno francés presentó una iniciativa, y los otomanos la aprobaron, para la solución más barata: construir una carretera estratégica entre Cernavodă y Constanța. El ingeniero Charles Lalanne fue puesto a cargo de estos trabajos, que comenzaron en el verano de 1855 y fueron terminados a finales de año. Según el periódico Zimbrul de Iași, el trabajo fue realizado por 300 hombres físicamente fuertes y de carácter moderado seleccionados en Moldavia y Valaquia.
Sin embargo, la construcción de la carretera no eliminó la necesidad de un canal, y el gobierno austriaco renovó sus esfuerzos de persuasión. Según la Gazeta de Transilvania, en julio de 1855, el barón Karl Ludwig von Bruck, Ministro de Hacienda de Austria, fundó una sociedad anónima para construir el deseado canal. Según un artículo publicado en Zimbrul el 23 de julio de 1855, el proyecto interesaba a Gran Bretaña, el Imperio Francés y el Imperio Austríaco, que pedían al gobierno otomano que asignara la concesión del canal y la habilitación del puerto de Constanța a un consorcio bajo la dirección de los tres países. Los otomanos debían arrendar una legua de tierra a cada lado del canal durante 99 años, donde los colonos pudieran establecerse. Las mercancías debían viajar libremente, y los barcos sólo debían pagar un impuesto por tonelada, significativamente más bajo que el del ramal de Sulina. Según el periódico Steaua Dunării del 24 de enero de 1856, el Sultán emitió una orden al consorcio anglo-francés-austríaco Wilson-Morny-Breda, representado por Forbes Campbell, autorizándole a construir el canal que se llamaría Abdul Medjid. Los 12 artículos del Acta de Concesión fueron publicados en el Bukurester Deutsche Zeitung
Los planes de construcción del canal tomaron un giro diferente con la firma del Tratado de París el 30 de marzo de 1856, terminando la guerra. Rusia cedió las bocas del Danubio a los otomanos y el sur de Besarabia (organizado como los condados de Cahul, Bolhrad e Izmaíl) a su vasallo, Moldavia. Se restauró la libertad de navegación internacional por el Danubio; se cancelaron los impuestos de paso, se simplificaron las normas de vigilancia y de cuarentena; y se estableció la Comisión Europea del Danubio, con representantes de 7 poderes: Gran Bretaña, Francia, Austria, Rusia, el Imperio Otomano, el Reino de Prusia y el Reino de Cerdeña. La Comisión se encargó de limpiar las bocas del Danubio de los depósitos del río y, cuando fue necesario, de despejar las barreras naturales, con el fin de garantizar unas buenas condiciones para la navegación. El efecto fue que Austria, Gran Bretaña y Francia cambiaron su actitud hacia el proyecto de un canal Danubio-Mar Negro. El periódico Zimbrul anunció el 25 de mayo de 1856 que el plan de construcción del canal había sido abandonado; en su lugar se iba a construir una línea de ferrocarril Cernavodă - Constanța. Después de dos años y medio de construcción, este último fue inaugurado el 4 de octubre de 1860. Tras la construcción de una conexión ferroviaria en 1860, las mercancías se transportaban fácilmente y a bajo costo desde Constanța por ferrocarril, por lo que se abandonaron de nuevo los planes de construcción del canal.
Como los Principados Unidos de Moldavia y Valaquia (1859) seguían siendo formalmente vasallos otomanos y, además, Dobruja estaba administrada directamente por los otomanos, la idea de construir el canal no interesaba a los rumanos de entonces. Pero tras la guerra ruso-turca (1877-1878), Rumania adquirió la independencia formal, perdió de nuevo el sur de Besarabia a manos de Rusia, pero ganó Dobruja. La idea de construir un canal se convirtió en una cuestión nacional, que podría promover el comercio internacional de Rumania. Sin embargo, en los años siguientes el desarrollo del comercio se concentró principalmente en el Canal de Sulina. Otro proyecto fue consecuentemente rechazado por el rey Carol I después de consultas con Grigore Antipa. Durante la Primera Guerra Mundial, las autoridades austrohúngaras que participaron en la ocupación del sur de Rumania propusieron un canal desde Cernavodă hasta Constanța, pasando por Murfatlar, del cual 10 millas discurrirían por un túnel (Cernavodă-Murfatlar) y el resto de 27 millas estaría a la intemperie
En 1927, el ingeniero rumano Jean Stoenescu-Dunăre redactó un nuevo conjunto de planos. Posteriormente, debido a la Gran Depresión, la Segunda Guerra Mundial y la agitación política de Rumania (véase Rumania durante la Segunda Guerra Mundial), la construcción no comenzó hasta 1949, después del establecimiento del régimen comunista rumano. 

### Construcción del canal en 1949-1953.

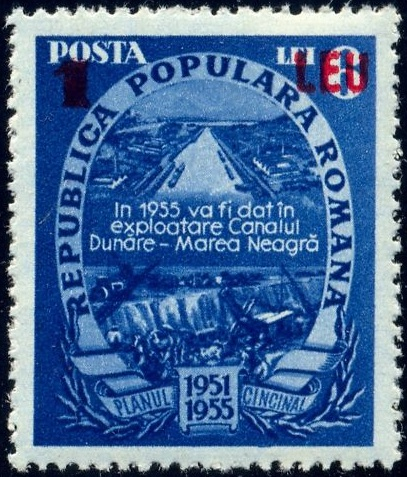
Sello de 1951 (sobreimpreso en 1952 tras la reforma monetaria) anunciando que el canal estaría listo en 1955

La idea de iniciar la construcción del Canal Danubio-Mar Negro parece haber sido sugerida al líder rumano Gheorghe Gheorghiu-Dej por el líder soviético Iósif Stalin durante una visita al Kremlin de Moscú en 1948. El jefe de gabinete de Gheorghiu-Dej declaró que Stalin indicó el canal como un medio de deshacerse de los campesinos ricos y de los llamados "enemigos del pueblo" y prometió apoyo a las autoridades para identificar a las personas hostiles al régimen y proporcionar equipo de construcción para el canal. También declaró que a Gheorghiu-Dej no le convencían las recomendaciones de Stalin, sospechando que el canal era en realidad parte de la estrategia de expansión de la Unión Soviética. Desde entonces se ha descubierto que la iniciativa de Stalin se basaba en un estudio secreto, encargado en 1947-1948, en el que se recomendaba la construcción de una base de submarinos soviéticos en el Puerto de Midia, que era adecuada por su proximidad al Bósforo y por los cimientos rocosos.
El 25 de mayo de 1949, el Buró Político del Comité Central del Partido de los Trabajadores de Rumania recibió un informe de Gheorghe Gheorghiu-Dej sobre la construcción proyectada de un canal que uniese el Danubio y el Mar Negro y sobre el desarrollo económico y cultural de zona vecina. Estimando que esta importante construcción era un componente importante de la construcción del socialismo en Rumania, el Politburó recomendó que el proyecto se presentara al Consejo de Ministros para la aprobación del inicio inmediato de los trabajos preparatorios para la construcción del canal. El mismo día, Gheorghe Gheorghiu-Dej, en ese momento primer vicepresidente del Consejo de Ministros, presentó su propuesta al consejo, presidido por Petru Groza, que lo aprobó de inmediato. En un discurso pronunciado el 22 de agosto de 1949, Anna Pauker elogió la construcción del canal alegando que "estamos construyendo el canal sin la burguesía y contra la burguesía". Se colocaron pancartas con este eslogan en todos los lugares donde se construía el canal. 
En octubre de 1949, las autoridades establecieron una Dirección General para supervisar tanto las obras como las instalaciones penitenciarias, que respondía directamente a la dirección nacional. Su primer jefe fue Gheorghe Hossu, un ex mecánico y conductor de tractores que había sido ascendido a primer secretario del Partido Obrero Rumano en el condado de Tulcea y administrador del Estado de Pesca. Fue sustituido en 1951 por Meyer Grünberg, a su vez sustituido por Mihail Povstanschi con el nombre de (Vasile Posteucă) (que ocupó el cargo en 1952-1953). Según el historiador Adrian Cioroianu, los tres no estaban suficientemente capacitados para la tarea que debían cumplir. En 1952, la Dirección pasó a estar bajo la supervisión directa del Ministerio del Interior, y se permitió a la Securitate intervenir directamente en la obra. 

### Trabajo forzado y represión

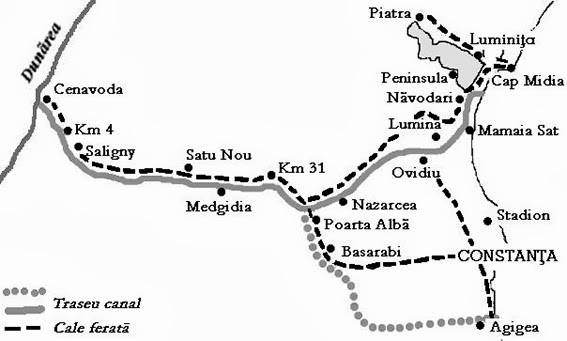
Mapa de campos de trabajos forzados a lo largo del sitio de construcción del Canal Danubio-Mar Negro

Los campos de prisioneros surgieron a lo largo de la proyectada ruta del canal en el verano de 1949 y se llenaron rápidamente de prisioneros políticos traídos desde las cárceles de todo el país. A estas primeras llegadas pronto se unieron las personas recién arrestadas que fueron enviadas al canal en número cada vez mayor. Para 1950 los campos de trabajos forzados establecidos a lo largo de la longitud del canal proyectado se llenaron; sólo ese año, hasta 15.000 prisioneros fueron retenidos en esos campos. Para 1953, el número de prisioneros había aumentado a 20.193, aunque estimaciones más antiguas afirmaban cifras tan altas como 60.000, (otras estimaciones afirmaban 100.000 o 40.000 durante todo el período). El historiador británico y profesor de la Universidad de Nueva York Tony Judt afirmaba en su libro Postguerra: A History of Europe Since 1945, que, en total, un millón de rumanos habían sido encarcelados en varias prisiones y campos de trabajo, incluyendo el Canal Danubio-Mar Negro.
El esfuerzo de construcción superó los recursos disponibles para la economía rumana en el decenio de 1950. Al canal se le asignó maquinaria mediocre, parte de la cual ya se había utilizado en el canal soviético del Volga-Don, y la construcción tuvo que recurrir a técnicas primitivas (la mayor parte de los trabajos parece que se realizaron con palas y picos, lo cual era especialmente duro en el terreno rocoso del norte de Dobruja). Los detenidos eran asignados a brigadas, generalmente dirigidas por delincuentes comunes, a los que se alentaba a utilizar la violencia contra sus subordinados. Paralelamente, la industrialización de la región, destinada a ayudar en la construcción, nunca se llevó a cabo
Las sumas asignadas a la salud, la higiene y la nutrición de los presos disminuyeron drásticamente con los años. Las raciones de comida se mantuvieron al mínimo, y los prisioneros a menudo recurrían a la caza de ratones y otros animales pequeños, o incluso a consumir hierba en un intento de complementar su dieta.
Los prisioneros eran agricultores desposeídos que habían intentado resistirse a la colectivización, antiguos activistas del Partido Nacional Campesino, el Partido Nacional Liberal, el Partido Socialdemócrata Rumano y la Guardia de Hierro fascista, judíos sionistas, así como sacerdotes ortodoxos y católicos. El canal fue denominado "cementerio de la burguesía rumana" por las autoridades comunistas, y la eliminación física de las clases sociales indeseables era uno de sus objetivos más importantes.
La Comisión Presidencial para el Estudio de la Dictadura Comunista en Rumania presentó una estimación de varios miles de muertes entre los prisioneros políticos utilizados en el proyecto, significativamente superior a las 656 registradas oficialmente en un informe oficial de 1968. La periodista Anne Applebaum había afirmado anteriormente que más de 200.000 personas habían muerto en su construcción, [cita requerida] como resultado de la exposición, equipos inseguros, malnutrición, accidentes, tuberculosis y otras enfermedades, exceso de trabajo, etc., mientras que el analista político Vladimir Socor había estimado que el número de muertes era "considerablemente superior a 10.000". Por ello, el proyecto pasó a conocerse como El Canal de la Muerte (Canalul Morții). También ha sido llamado "un pozo negro de inmenso sufrimiento humano y mortalidad".
Paralelamente, las autoridades dejaron de lado sectores de empleo para trabajadores cualificados - mantenidos en estricto aislamiento de todos los demás, fueron atraídos a la construcción del canal con salarios excepcionales (más de 5.000 lei por mes), así como para jóvenes reclutados en el ejército rumano y cuyos expedientes indicaban "orígenes malsanos" (antecedentes familiares de clase media). Sus números fluctuaron mucho (los empleados regulares pasaron de 13,200 en 1950 a 15,000 en 1951, a tan solo 7,000 a principios de 1952, y nuevamente a 12,500 más tarde en ese año).  Al mismo tiempo, las instalaciones destinadas a acomodar la afluencia proyectada de mano de obra (incluidas las viviendas disponibles a crédito) nunca se completaron. Esto fue pasado por alto por la máquina de propaganda, que proporcionó historias de estajanovismo en su lugar, según las cuales las cuotas de trabajo fueron superadas hasta en un 170%. Las autoridades también alegaron que la construcción estaba ofreciendo capacitación a trabajadores previamente no calificados  (hasta 10,000 en un comunicado oficial).
El 18 de julio de 1953, el proyecto se detuvo discretamente, todo el trabajo fue suspendido durante 23 años (según algunas fuentes, el cierre había sido ordenado por el propio Stalin, ya en 1952).   Los campos del canal permanecieron existiendo durante otro año, y sus prisioneros fueron reubicados progresivamente, a condiciones similares en otros lugares de trabajo en el norte de Dobruja. Las instalaciones penales en el sitio del canal fueron cerradas a mediados de 1954

### Juicio
La culpa de que las obras no se pudieran llegar a acabar se atribuyó finalmente a un grupo de presuntos conspiradores, que fueron acusados en un juicio espectáculo (a finales de 1952) - se enfrentaron a varios cargos falsos (espionaje, fraude, sabotaje). La investigación fue orquestada por Iosif Chișinevschi.
Tres personas fueron ejecutadas (el maquinista Nichita Dumitrescu, y los ingenieros Aurel Rozei-Rozenberg y Nicolae Vasilescu-Colorado); otros fueron encarcelados por varias acusaciones. Los acusados de un segundo grupo, alrededor del ingeniero Gheorghe Crăciun, fueron condenados a varias penas severas (incluidas tres cadenas perpetuas). La tortura fue aplicada por un escuadrón de la Securitate dirigido por Alexandru Nicolschi, como medio para obtener confesiones forzadas.

## Construcción

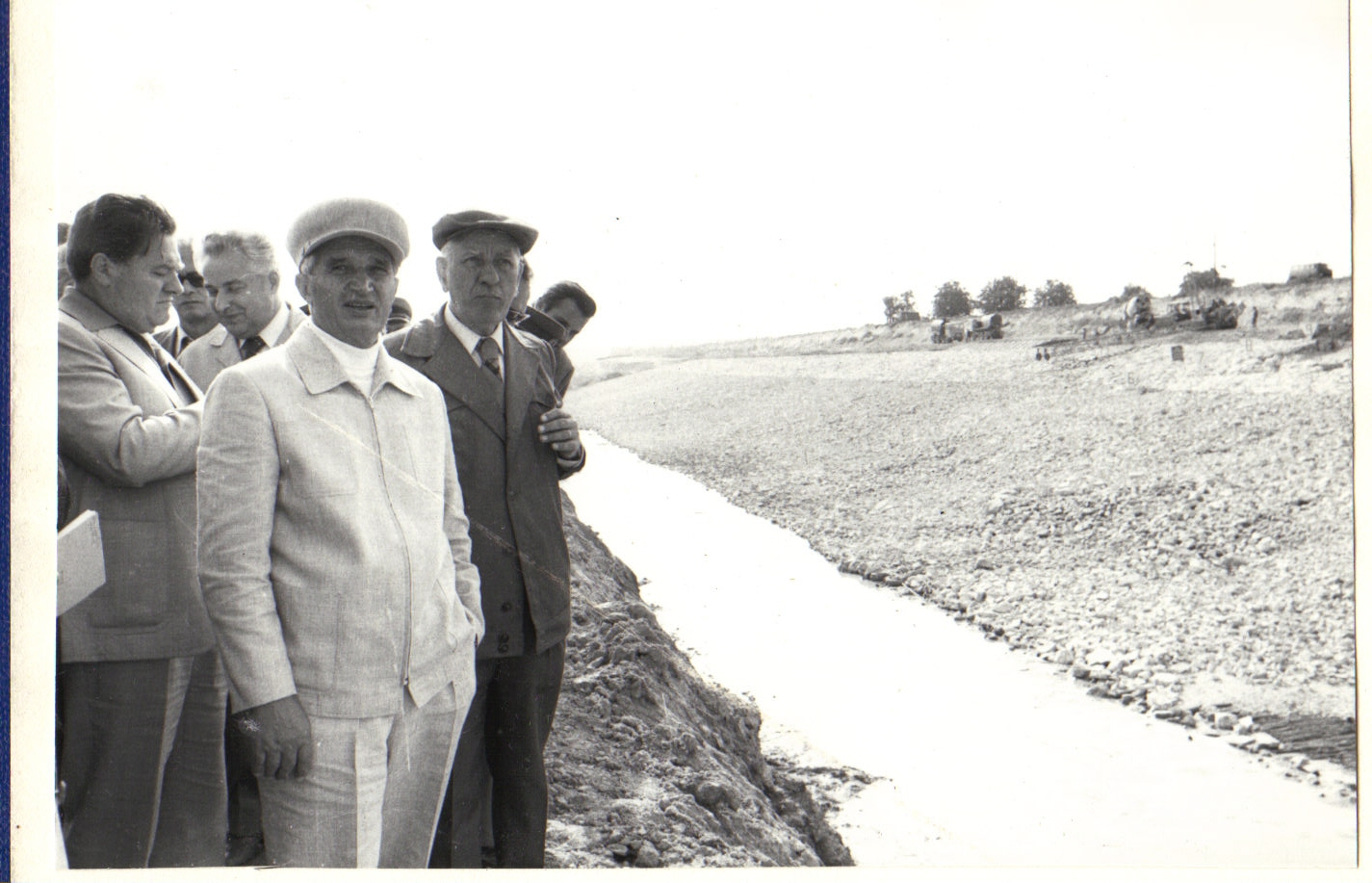
Ceaușescu (en primer plano) visitando el sitio de construcción del canal, verano de 1979

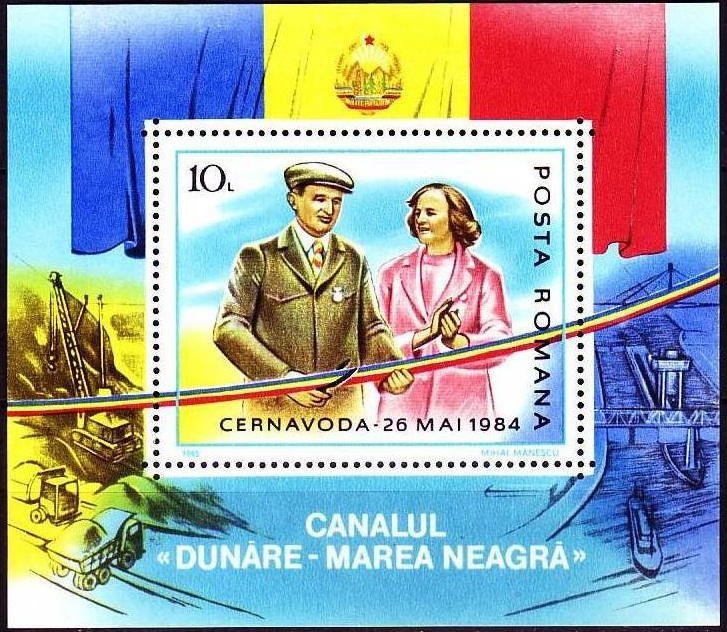
Hoja de sello de 1985 que muestra a Nicolae y Elena Ceaușescu inaugurando el canal

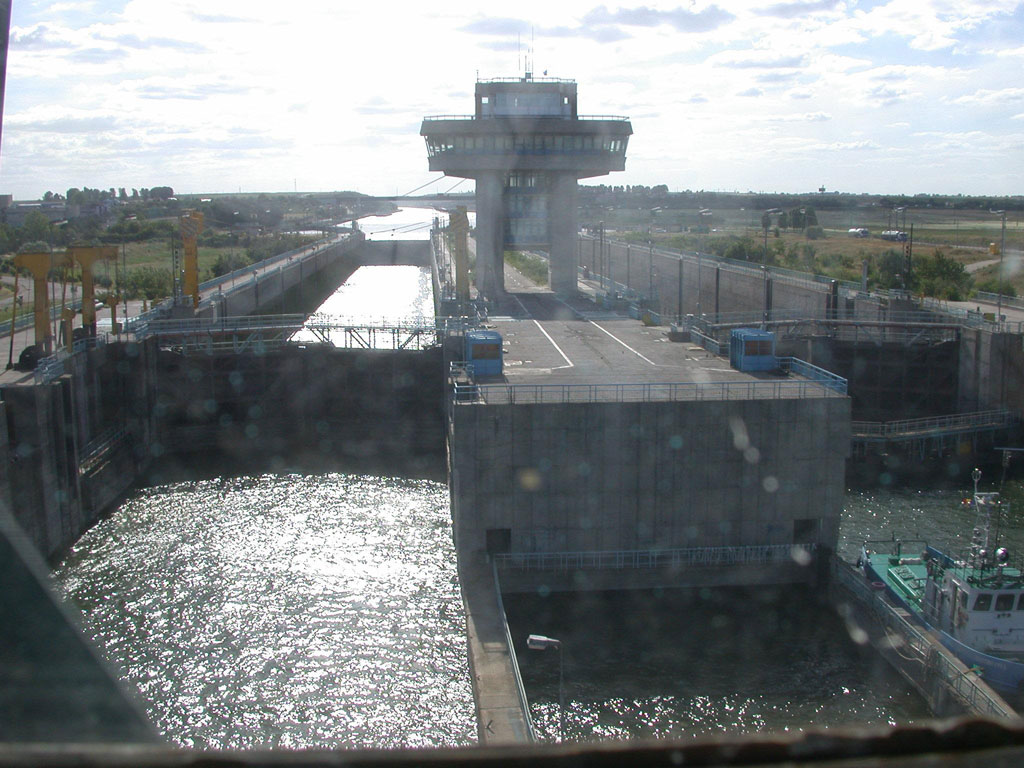
Una esclusa en el canal

En junio de 1973, el proyecto, con un diseño completamente nuevo, fue reiniciado por Nicolae Ceaușescu, quien había ordenado previamente la rehabilitación de las personas condenadas en el juicio de 1952, y que tenía como objetivo retirar el Bajo Danubio del control soviético (que había sido consagrado por la Conferencia de Danubio de 1948).  En la propaganda oficial, donde ya no se mencionaba el precedente de la década de 1950,  el canal se conocía como la Carretera Azul (Magistrala Albastră ).  Se llevó maquinaria nueva y pesada, producida dentro de Rumania. El brazo sur se completó en mayo de 1984, y el brazo norte se inauguró en octubre de 1987.
El coste de construcción del canal se estima en alrededor de 2000 millones de dólares, y se suponía que se recuperaría en 50 años. Sin embargo, a partir de 2005, tiene un ingreso anual de poco más de 3 millones de euros.

## En el arte
Durante gran parte del decenio de 1950, el Canal Danubio-Mar Negro fue famoso en la literatura de agitprop (en particular, en el reportaje de Geo Bogza de 1950 Începutul epopeii, "El comienzo de la epopeya", y en el  Drum fără pulbere de Petru Dumitriu, "Camino sin polvo"), en música (el poema sinfónico de Leon Klepper Dunărea se varsă în mare, "El Danubio fluye hacia el mar"), y en la película de Ion Bostan de 1951 Canalul Dunăre-Marea Neagră, o construcție a păcii - "El Danubio - Canal del Mar Negro, una construcción de paz"). Durante los años 80, la canción "Magistrala Albastră" (La autopista azul), interpretada por Dan Spătaru y utilizando el Canal como escenario, se emitió con frecuencia en contextos oficiales y semioficiales.
Durante el período de liberalización que precedió a las Tesis de julio, se permitió a la literatura hacer varias referencias a la historia penitenciaria del Canal. Los ejemplos incluyen Cel mai iubit dintre pământeni de Marin Preda  y, muy probablemente, el Principipele de Eugen Barbu (por medio de una alegoría, establecida durante las reglas de los fanariotas del siglo XVIII).  En 1973-1974, Ion Cârja, un ex prisionero, escribió un libro titulado Canalul morții ("El Canal de la Muerte") que detalla sus sufrimientos durante el encarcelamiento; Se publicó por primera vez en Rumania en 1993, después de la Revolución de 1989. En la novela de 2005 de György Dragomán, El rey blanco, ambientada en la década de 1980 en Rumania, el principal protagonista del padre del niño de 11 años es deportado a un campo de trabajo para trabajar en el Canal del Danubio-Mar Negro. 

## Presos de los campos de trabajo.
- Emanoil Bârzotescu
- Arsenie Boca
- Szilárd Bogdánffy
- Matei Boilă
- Barbu Brezianu
- George Matei Cantacuzino
- Ion Caraion
- Ion Cârja
- Andrei Ciurunga
- Alexandru Claudian
- Corneliu Coposu
- Gheorghe Cristescu
- Dimitrie Cuclin
- Constantin Galeriu
- Șerban Ghica
- Pyotr Leshchenko
- Petru Manoliu
- Ovidiu Papadima
- Aurel Popa
- Pavel Popa
- Ștefan Radof
- Toma Spătaru
- Franț Țandără
- Richard Wurmbrand
- Sabina Wurmbrand